# Mandi Gobindgarh
Mandi Gobindgarh (ook wel kortweg Gobindgarh genoemd) is een nagar panchayat (plaats) in het district Fatehgarh Sahib van de Indiase staat Punjab. 

## Demografie
Volgens de Indiase volkstelling van 2001 wonen er 55.416 mensen in Mandi Gobindgarh, waarvan 56% mannelijk en 44% vrouwelijk is. De plaats heeft een alfabetiseringsgraad van 69%. 